# Угличская улица (Ярославль)
У́гличская у́лица (бывшая Малая Угличская улица + часть Угличского шоссе) — улица в центральной части города Ярославля. Лежит между улицей Володарского и улицей Чкалова.

## История
Современная улица состоит из двух частей — бывшей Малой Угличской улицы и части Угличского шоссе.
Малая Угличская улица проложена в начале XIX века от Сенной площади до городского вала. Название связано с тем, что улица располагалась параллельно Большой Угличской улице, от которой в конце XVIII века начиналась дорога на Углич. В 1-й половине XIX века было построено Угличское шоссе, начинавшееся от Малой Угличской улицы.
В 1918 году коммунисты переименовали Большую Угличскую улицу в улицу Свободы, а название Малой Угличской улицы сократили до просто Угличской.
В 1976 году к улице присоединили участок Угличского шоссе до пересечения с улицей Чкалова.

## Здания и сооружения
- Леонтьевское кладбище, существующее с 1779 года, на котором находится Леонтьевская церковь (№ 33), построенная в 1789—1791 годы в стиле позднего барокко. Она представляет собой восьмерик на четверике с трапезной и колокольней; приделы Девяти Мучеников Кизических и Феодора Стратилата. Храм перестраивался (расширялся) в XIX веке. Леонтиевскую церковь закрыли в 1940 году, вернули верующим в 1991 году. К старому примыкает более современное Воинское мемориальное кладбище.
- Памятник жертвам радиационных аварий и катастроф в Угличском парке
- № 7а— Бывший жилой дом Сусаниной первая половина XIX века
- № 33 — Бывшая Леонтьевская богадельня середина XIX века
- № 38 — Поликлиника № 2, открытая в 2007 году[источник не указан 4260 дней].
- № 40 — Ярославский областной клинический госпиталь ветеранов войн
- № 44а — Музей боевой славы, открытый в октябре 1981 года. К нему ведёт Аллея полководцев, открытая в 2005 году.
- № 72 — IV корпус ЯГПУ, в нем располагаются педагогический факультет и академический хор ЯГПУ.

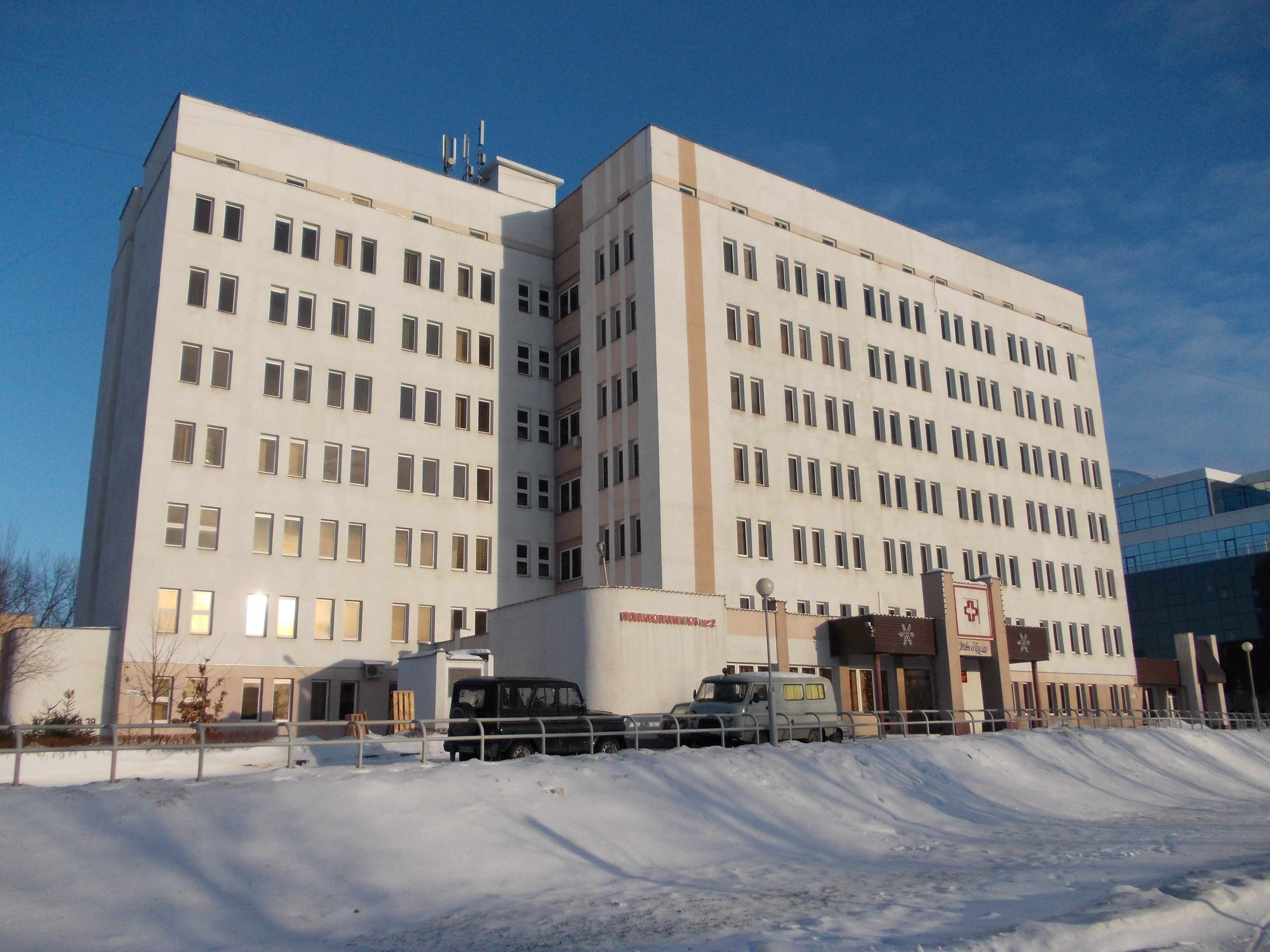
Поликлиника № 2 (№ 38)
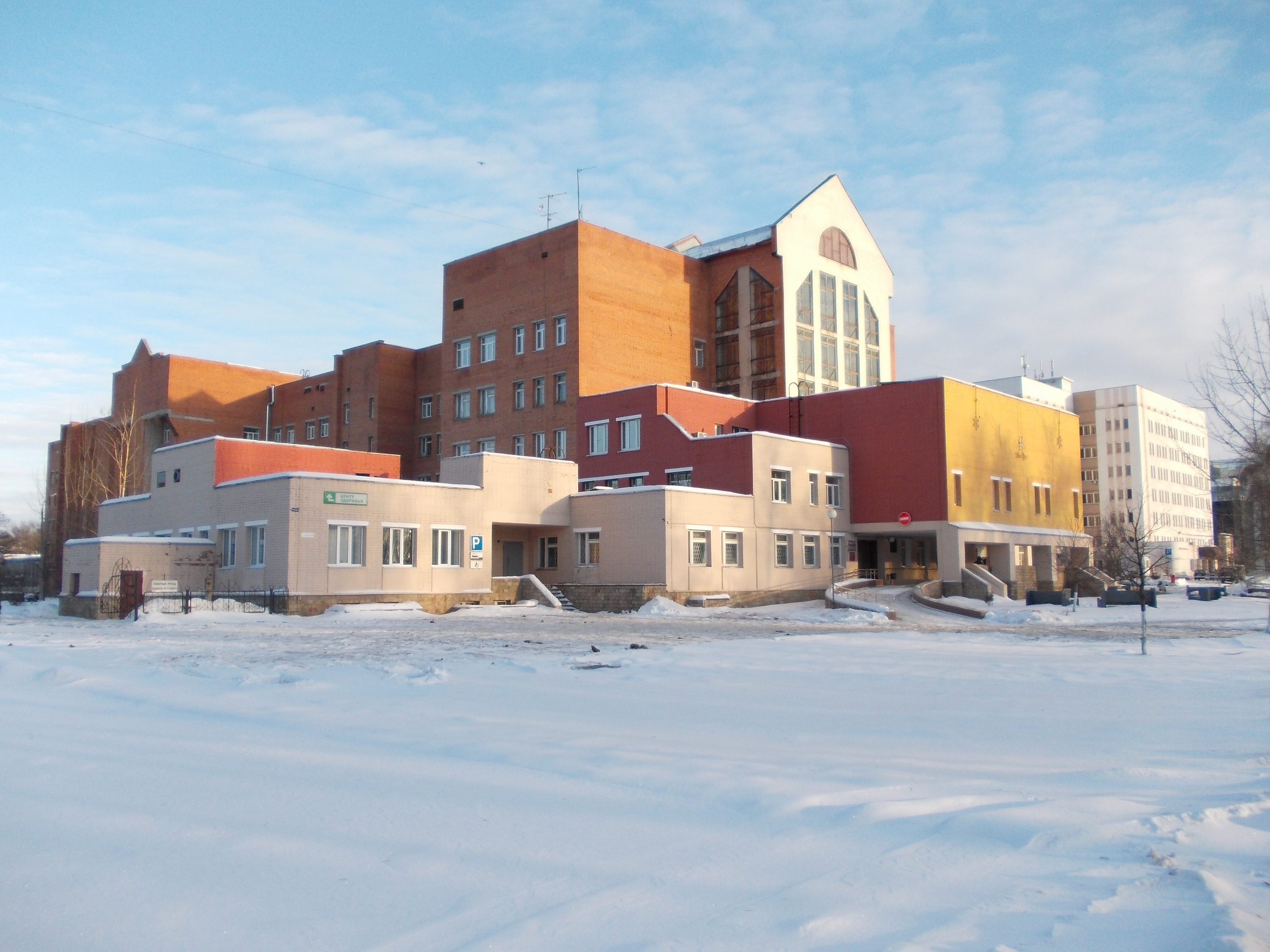
Госпиталь ветеранов войн (№ 40)
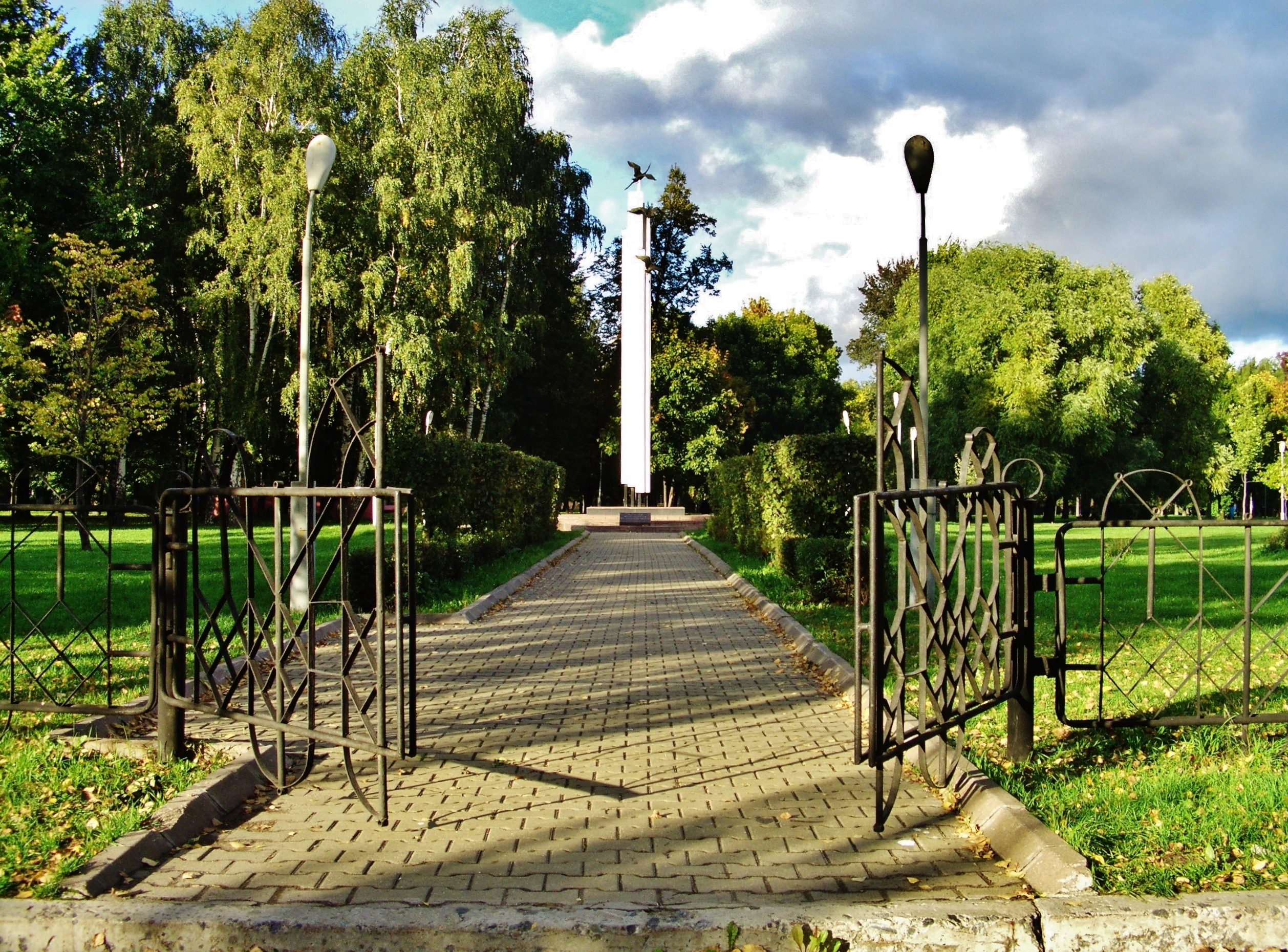
Вход в Угличский парк
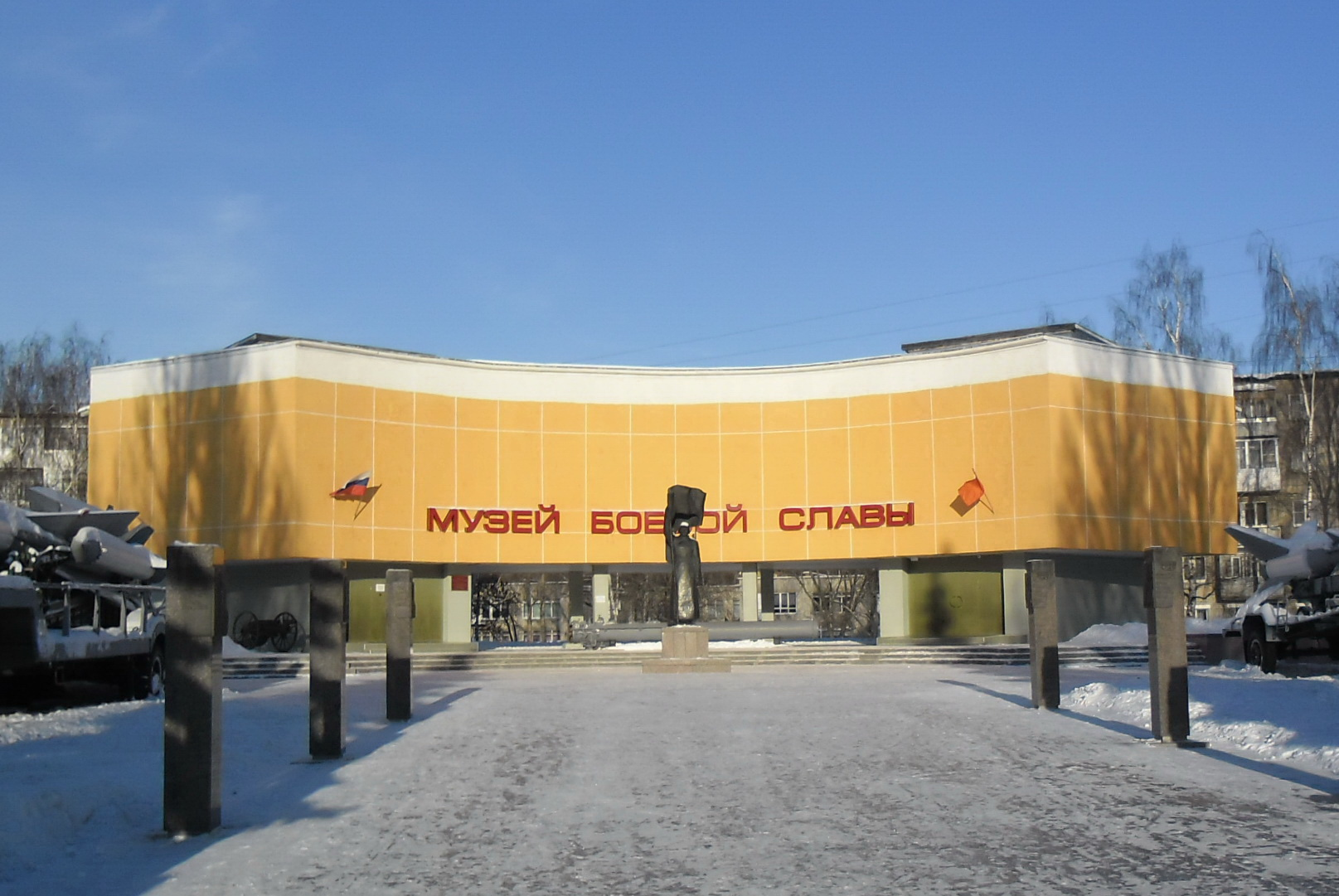
Музей боевой славы (№ 44а)
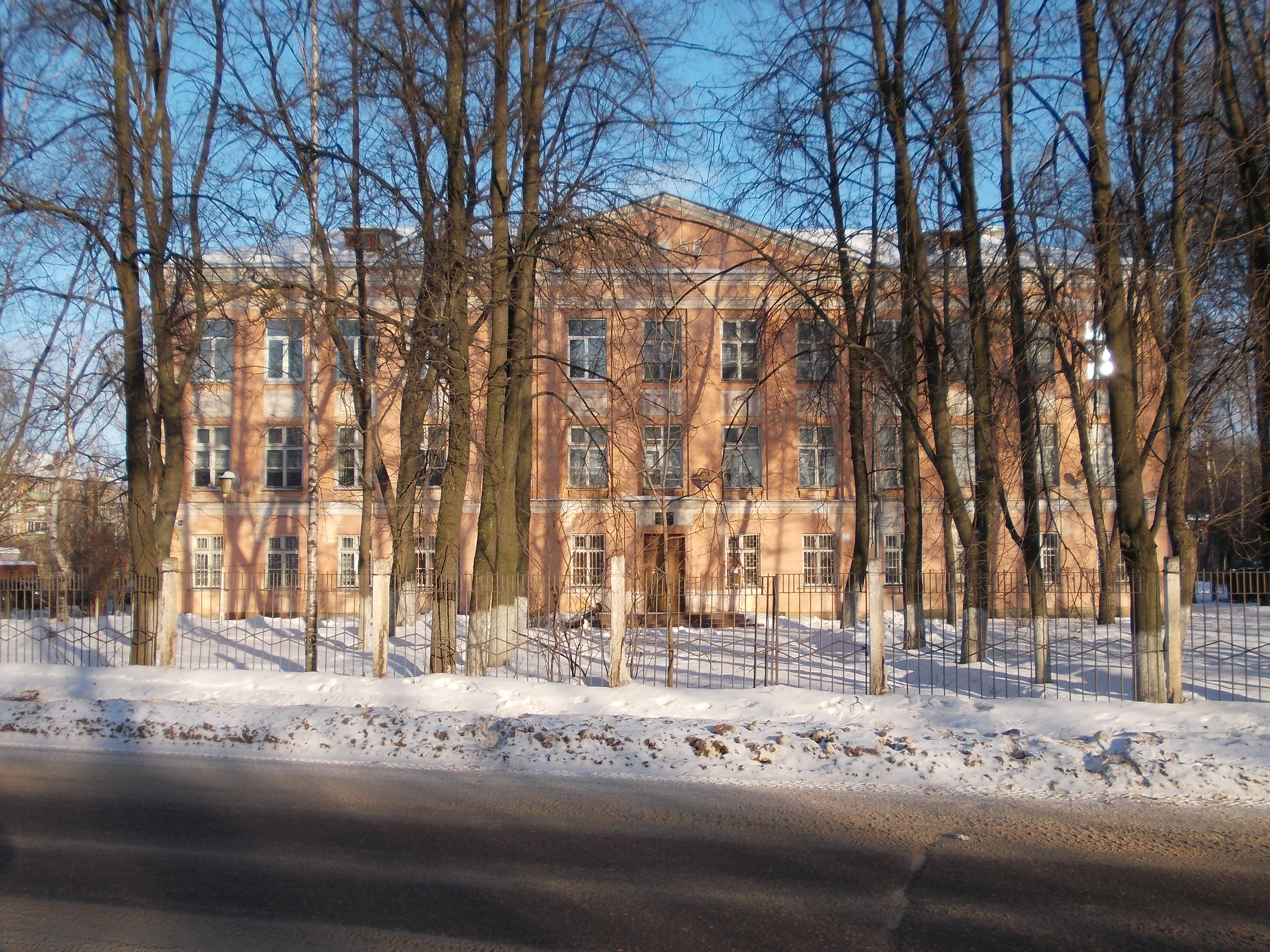
IV корпус ЯГПУ (№ 72)